# Kurzia gonyotricha
Kurzia gonyotricha är en bladmossart som först beskrevs av Sande Lac., och fick sitt nu gällande namn av Riclef Grolle. Kurzia gonyotricha ingår i släktet fingerfliksmossor, och familjen Lepidoziaceae. Inga underarter finns listade i Catalogue of Life.